# خشخاش كاليفورنيا
خشخاش كَلِفُرنية أو كاليفورنيا  (الاسم العلمي: Eschscholtzia californica) نبات حولي أو معمر، أوراقه مشرفة تشريفاً دقيقاً، خضراء رمادية اللون، وأزهاره صفرراء فاقعة. موطنه الشاطئ الغربي للولايات المتحدة الأمريكية، من الفصيلة الخشخاشية.